# Gare de Saint-André-de-Corcy
Pour les articles homonymes, voir Gare de Saint-André.
La gare de Saint-André-de-Corcy est une gare ferroviaire française de la ligne de Lyon-Saint-Clair à Bourg-en-Bresse, située sur le territoire de la commune de Saint-André-de-Corcy, dans le département de l'Ain, en région Auvergne-Rhône-Alpes.
Elle est mise en service en 1866 par la Compagnie de la Dombes.
C'est une gare de la Société nationale des chemins de fer français (SNCF), desservie par des trains TER Auvergne-Rhône-Alpes.

## Situation ferroviaire
Établie à 297 mètres d'altitude, la gare de Saint-André-de-Corcy est située au point kilométrique (PK) 27,442 de la ligne de Lyon-Saint-Clair à Bourg-en-Bresse entre les gares de Mionnay et de Saint-Marcel-en-Dombes.
Elle est située sur la section à double voie qui débute peu avant la gare au PK 19,334 et s'achève à la gare de Villars-les-Dombes.

## Histoire
La « station de Saint-André-de-Corcy » est mise en service le 1er septembre 1866 par la Compagnie de la Dombes, lorsqu'elle ouvre à l'exploitation sa ligne de Sathonay à Bourg.
Au service de l'été, à partir du 10 mai 1869, la station est desservie par quatre (dans chaque sens) omnibus mixtes (voyageurs et marchandises) sur les relations : Bourg, ou Besançon, ou Mulhouse, ou Strasbourg, et Lyon-Croix-Rousse. Sur la relation Bourg-Lyon-Croix-Rousse, s'ajoute un train supplémentaire le lundi et le mercredi. 
En 1872, elle devient une gare du réseau de la Compagnie des Dombes et des chemins de fer du Sud-Est (DSE) qui c'est substituée à la compagnie d'origine.

## Fréquentation
Selon les estimations de la SNCF, la fréquentation annuelle de la gare s'élève aux nombres indiqués dans le tableau ci-dessous.
| Année               | 2023    | 2022    | 2021    | 2020    | 2019    | 2018    | 2017    | 2016    | 2015    |
| ------------------- | ------- | ------- | ------- | ------- | ------- | ------- | ------- | ------- | ------- |
| Nombre de voyageurs | 272 654 | 252 233 | 181 491 | 147 522 | 258 339 | 230 575 | 250 018 | 238 906 | 237 176 |

## Service des voyageurs

### Accueil
Gare SNCF, elle dispose d'un bâtiment voyageurs, avec guichets, ouvert du lundi au samedi, fermé les dimanches et jours fériés. Elle est équipée d'automates pour l'achat de titres de transport TER. Une passerelle permet le passage d'un quai à l'autre.

### Desserte
Saint-André-de-Corcy est desservie par des trains TER Auvergne-Rhône-Alpes des relations Bourg-en-Bresse, ou Villars-les-Dombes, et Lyon-Perrache.

Installations
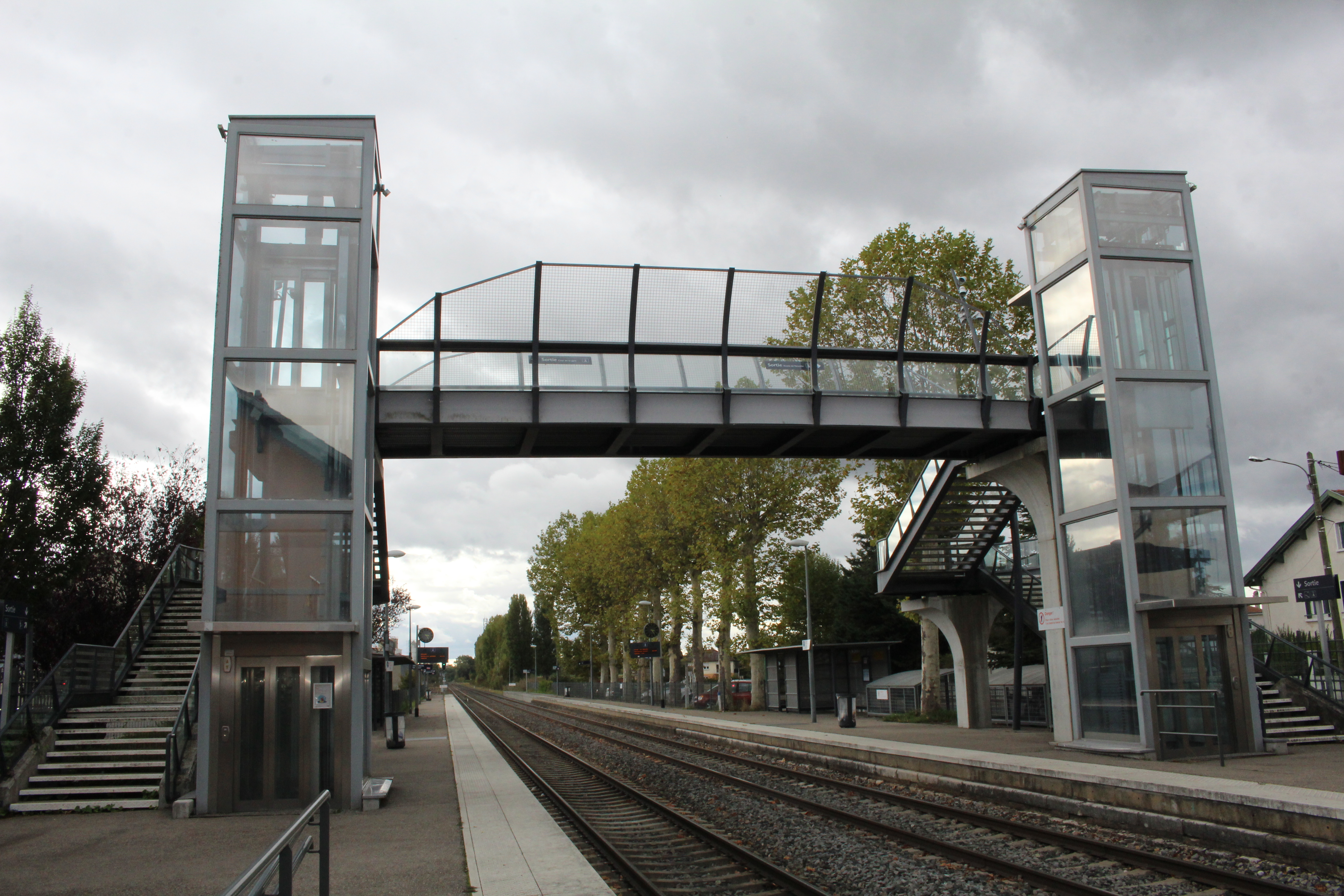
Passerelle.
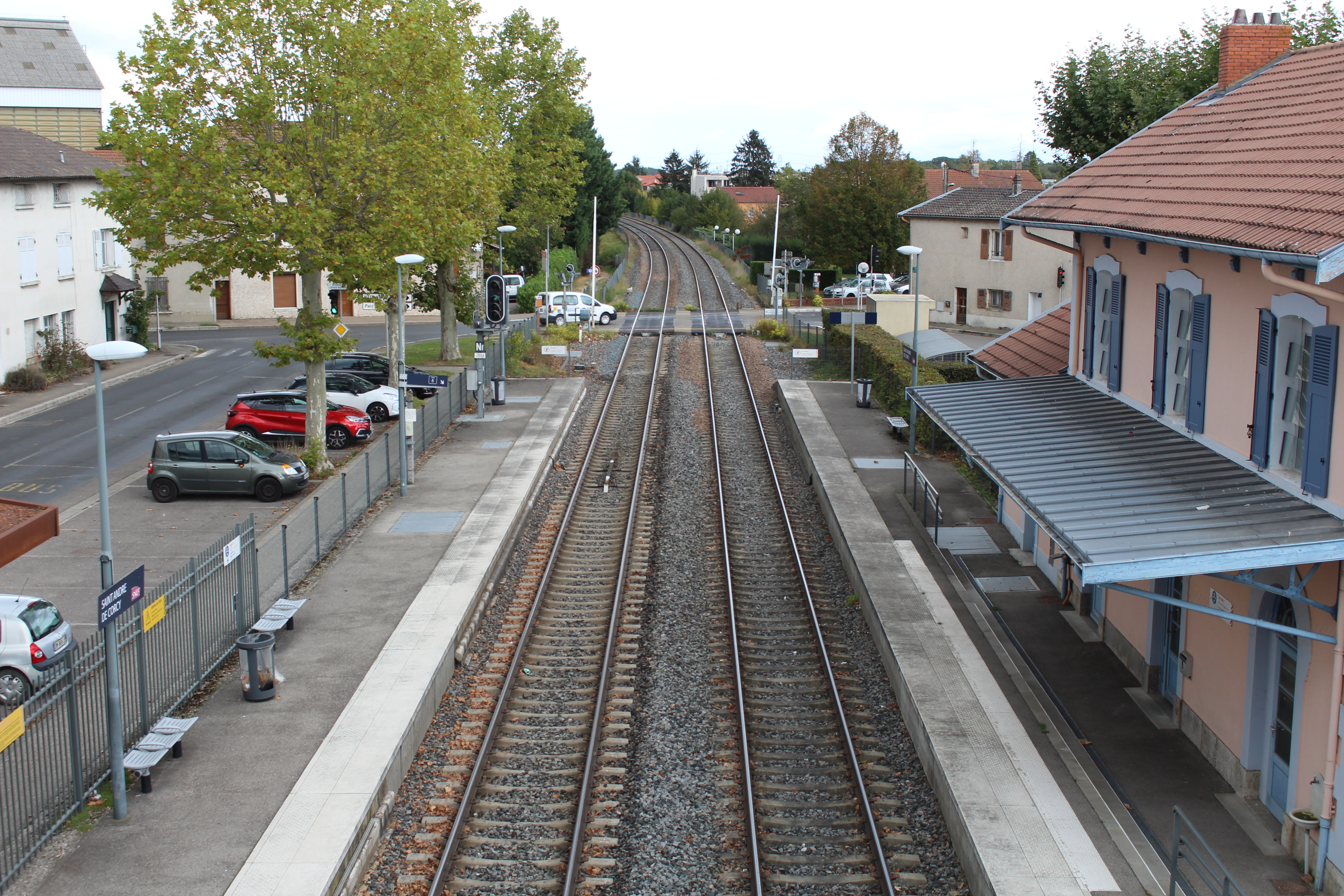
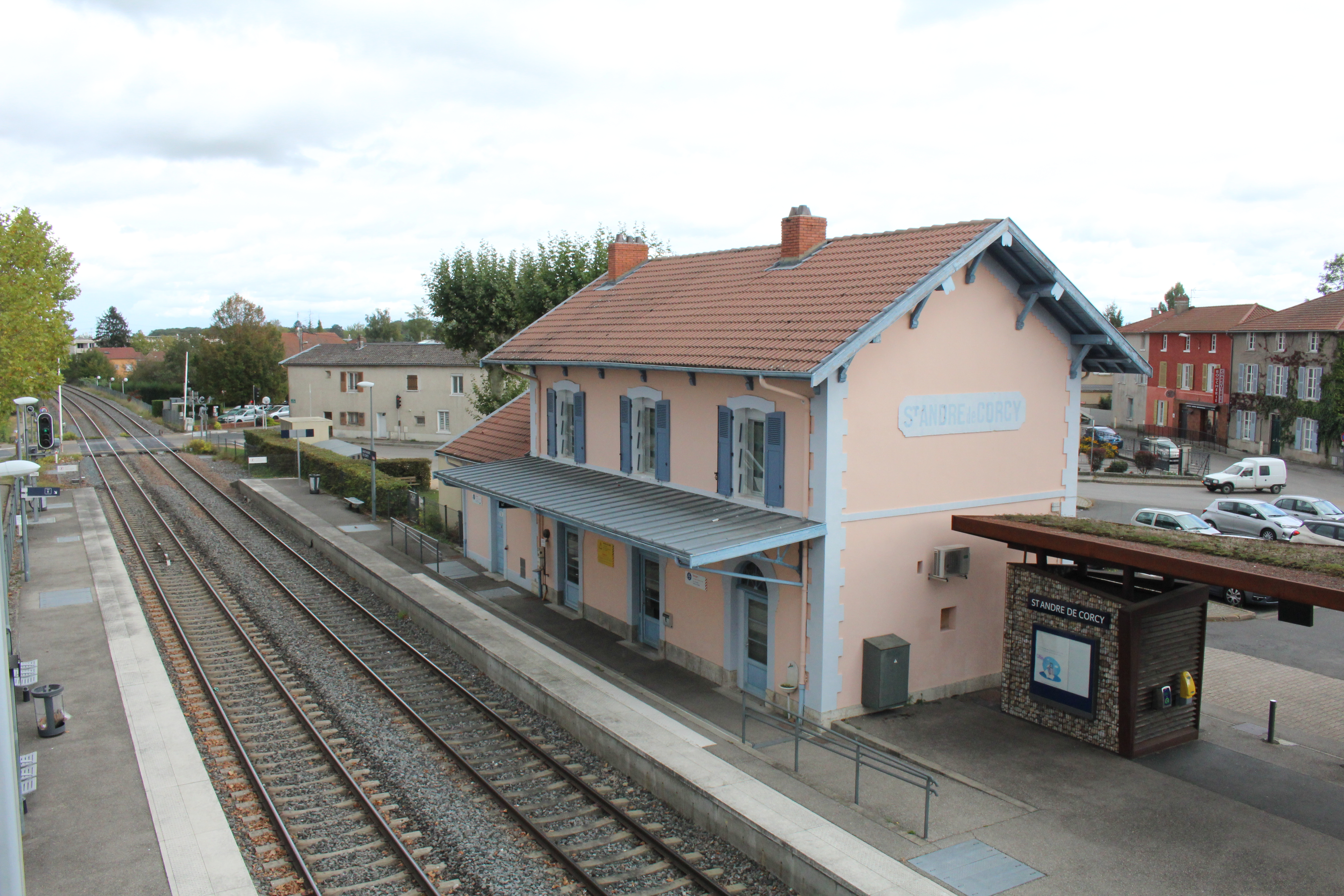

### Intermodalité
Un parc pour les vélos et un parking pour les véhicules y sont aménagés.
Le service de transport à la demande TAD Saônibus du réseau Saônibus dessert la gare.

## Patrimoine ferroviaire
Le bâtiment voyageurs, construit dans le style des gares de la Compagnie de la Dombes est toujours utilisé.
Il est notamment identique à celui de la gare de Villars-les-Dombes et à celui, démoli, de la gare des Échets.